# Torquigener randalli
Torquigener randalli és una espècie de peix de la família dels tetraodòntids i de l'ordre dels tetraodontiformes.

## Morfologia
- Els mascles poden assolir 12,7 cm de longitud total.[4][5]

## Hàbitat
És un peix marí, de clima tropical i demersal que viu entre 15-132 m de fondària.

## Distribució geogràfica
Es troba a Oahu (illes Hawaii).

## Observacions
És inofensiu per als humans.